# ルドヴィーコ1世 (エトルリア王)
ルドヴィーコ（ルイージ）1世・ディ・ボルボーネ（Ludovico (Luigi) I di Borbone, 1773年8月5日 - 1803年5月27日）は、2代続いたエトルリア王の初代（在位：1801年 - 1803年）。パルマ公フェルディナンドと、神聖ローマ皇帝フランツ1世とマリア・テレジアの娘マリーア・アマーリアの息子である。

## 生涯
1795年8月25日マドリードにて、スペイン王カルロス4世とマリア・ルイサ・デ・パルマ（パルマ公フィリッポの娘）の娘で従妹のマリーア・ルイーザと結婚し、スペイン王子（インファンテ）となった。この結婚により2人の子、カルロ・ルドヴィーコとマリーア・ルイーザ・カルロッタ（Maria Luisa Carlotta, 1802年 - 1857年）が生まれた。
1800年にナポレオン・ボナパルトがパルマ公国を征服した際、トスカーナ大公国を基に1801年3月21日に建てたエトルリア王国をブルボン＝パルマ家へ代償として与えたが、この時「リヴォルノ伯」という偽名でフランスをお忍び旅行中であったルドヴィーコはパリで戴冠し、同年4月12日に首都とされたフィレンツェに入った。
あまり健康でなく、てんかんに苦しんでいたとされるルドヴィーコは、1803年に30歳で死去し、息子カルロ・ルドヴィーコが母の摂政の下で王位を継いだ。